# Station Sint Jacobiparochie
Station Sint Jacobiparochie is een voormalig station in het Friese dorp Sint Jacobiparochie, gelegen aan de spoorlijn Stiens - Harlingen, het station werd geopend op 2 december 1902, type: NFLS 1e klasse. Echter door het lage aantal reizigers dat gebruik maakte van de spoorlijn sloot het station alweer (voor personenvervoer) op 1 december 1940.
Na deze sluiting werd het er niet minder druk op op dit station, er werden nog steeds goederen (vooral aardappelen) vervoerd over deze Noord-Friese spoorlijn. Sint Jacobiparochie was, na het station van Stiens, het belangrijkste station op de spoorlijn Stiens - Minnertsga (wat inmiddels het eindpunt was). Toen het personenvervoer was gestaakt, werd er zelfs ten zuiden van Sint Jacobiparochie een nieuwe verbindingsboog aangelegd die aantakte op de tramlijn naar Berlikum, ten behoeve van onder andere de plaatselijke veiling, zodat het goederenvervoer nog intensiever werd op de spoorlijn.
Sint Jacobiparochie had ook een zeer uitgebreid emplacement, waar veel bedrijven naast lagen, enkelen hadden ook een eigen aansluiting. Echter toen de lijn naar Berlikum was gesloten en veel bedrijvigheid vanuit Sint Jacobiparochie werd overgeplaatst naar Stiens, de Zaai- en Pootgoed Coöperatie (ZPC), nam het belang van het goederenvervoer op de spoorlijn af en werd deze in 1971 gesloten en daarmee ook het goederenstation van Sint Jacobiparochie. Het stationsgebouw zelf is trouwens in 1960 al gesloopt. In 1980 is de gehele spoorlijn Stiens - Minnertsga opgebroken.
Sint Jacobiparochie had ook nog een station, Station Sint Jacobiparochie-Zuid, dit was een tramstation van de NTM, en lag aan de Tramlijn Leeuwarden - Sint Jacobiparochie.
Dit station is gebouwd naar het stationsontwerp met de naam Standaardtype NFLS, die voornamelijk werd gebruikt voor verschillende spoorwegstations in Friesland. Het station in Sint Jacobiparochie viel binnen het type NFLS halte 1e klasse.
0: Stiens ·
4: Vrouwbuurtstermolen ·
5: Vrouwenparochie ·
7: Langhuisterweg ·
8: St. Annaparochie ·
10: Koudeweg ·
12: St. Jacobiparochie ·
15: Minnertsga ·
17: Firdgum ·
18: Tzummarum ·
21: Oosterbierum ·
23: Sexbierum-Pietersbierum ·
26: Wynaldum ·
27: Midlum-Herbayum ·
29: Koetille ·
29: Harlingen